# Yard

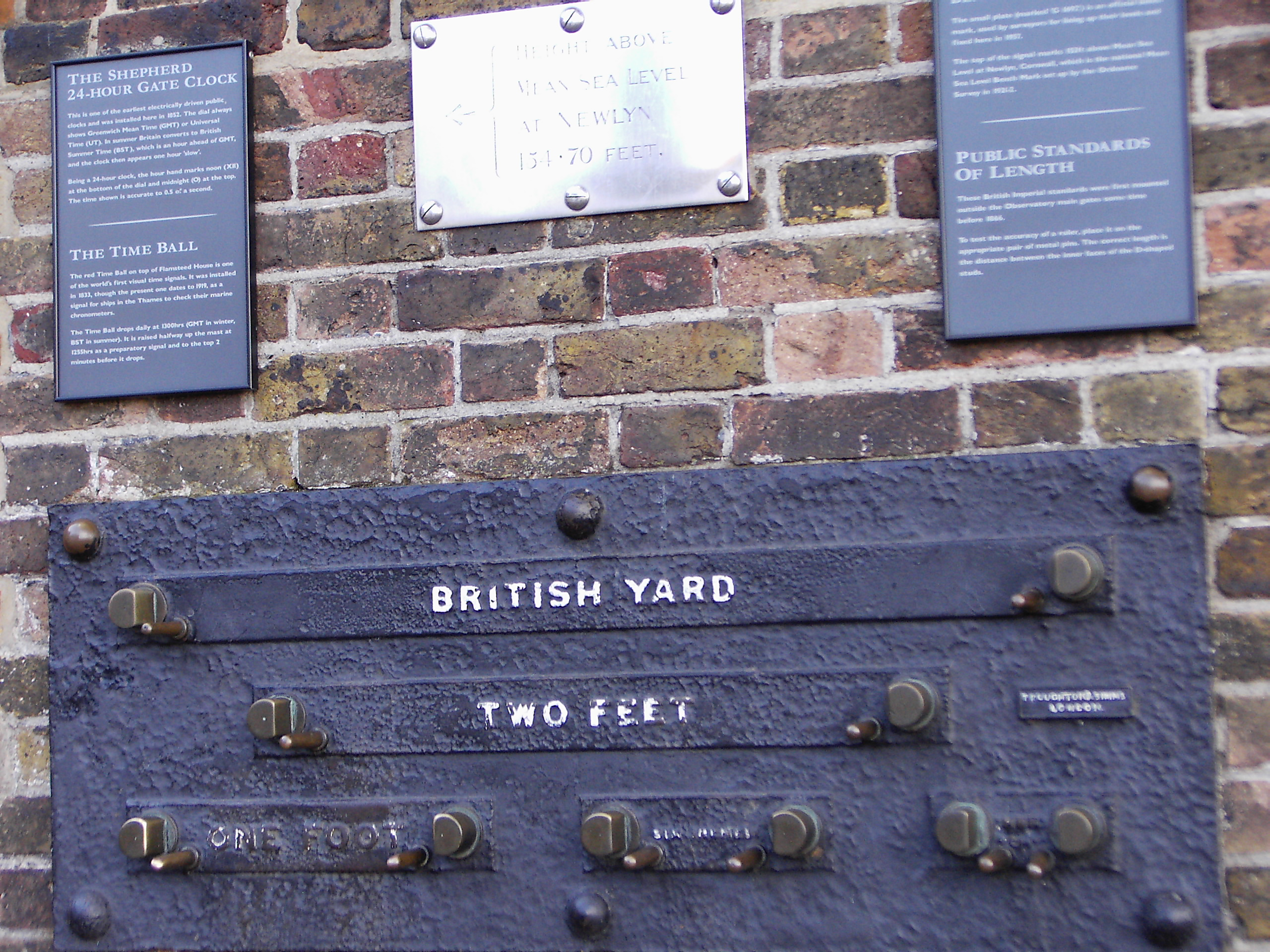
Etalon für Längenmaße an der Wand des Königlichen Observatoriums in Greenwich, London

Das Yard ist eine 91,44 cm lange Einheit der Länge, die im mittelalterlichen England ihren Ursprung hat und Bestandteil des angloamerikanischen Maßsystems ist. Das Yard entspricht 3 Fuß (feet) oder 36 Zoll (inches).
Im Laufe der Entwicklung der englischen Längeneinheiten wurde das Yard zum Grundmaß, welches allein durch Maßverkörperung – das „Standard Yard“ – gesetzlich festgelegt war. Erst mit der Anbindung der angloamerikanischen Längenmaße an den Urmeter zum Ende des 19. Jahrhunderts verlor das Yard seine Bedeutung als Grundmaß des angloamerikanischen Längenmaßsystems.
In den USA wird – im Gegensatz zu England – anstelle des Yards bis auf wenige Ausnahmen, wie beispielsweise beim American Football, nur der Foot benutzt. Da das angloamerikanische Maßsystem heutzutage nur noch in den USA vollumfänglich verwendet wird, ist das Yard kaum mehr im praktischen Gebrauch.
Das englische Wort bedeutete ursprünglich „Gerte [womit es sprachgeschichtlich verwandt ist], Zweig, Stock, Stab“.

## Geschichte
Im angelsächsischen England hatte das Yard eine Länge von 16½ Fuß bzw. 5½ heutige Yards, womit es mit der Rod identisch war. Dieses alte Yard (später auch Land-Yard genannt) lebte in Teilen Englands noch im 19. Jahrhundert mit Größen von 16½, 18 und sogar 21 Fuß weiter. Die etwas vor oder nach 1300 verfasste Composition of Yards and Perches hielt hingegen fest, dass drei Fuß eine Elle (tres pedes faciunt ulnam) ausmachten, und dasselbe besagte das Liber Horn, eine private Gesetzessammlung von 1311. 1353 wurde unter Eduard III. per Gesetz die verge zu 3 Fuß oder 36 Zoll definiert (Act 27 Edw. III, stat. 2, c, c. 10), für welche in englischen Texten schon der damaligen Zeit der Begriff „Yard“ angewandt wurde. Damit kam es endgültig zur bis heute gültigen Bedeutung 1 Yard gleich 3 Fuß oder 36 Zoll.
Es folgten weitere Definitionen des Yards, so von 1558 bis 1824 das „Königin-Elisabeth-Yard“, das 1758 zum Teil der „Imperial-Standards“ erklärt wurde. Dieses wurde 1760 durch Birds Standard-Maß ersetzt. Mit der Weights and Measures Act von 1824 (5° George IV. Cap. 74) wurde auch das Yard physikalisch als Abstand der Mitten der mittleren Striche auf den goldenen Bolzen in einem Bronzestab bei 62 Grad Fahrenheit, der im Board of Trade in Westminster aufbewahrt wird, definiert:

“From and after the First Day of May One thousand eight hundred and twenty five the Straight Line or Distance between the Centres of the Two Points in the Gold Studs of the Straight Brass Rod now in the Custody of the Clerk of the House of Commons whereon the Words and Figures „Standard Yard 1760“ are engraved shall be and the same is hereby declared to be the original and genuine Standard of that Measure of Length or lineal Extension called a Yard; and that the same Straight Line or Distance between the Centres of the said Two Points in the said Gold Studs in the said Brass Rod the Brass being at the Temperature of Sixty two Degrees by Fahrenheit’s Thermometer shall be and is hereby denominated the Imperial Standard Yard and shall be and is hereby declared to be the Unit or only Standard Measure of Extension, wherefrom or whereby all other Measures of Extension whatsoever, whether the same be lineal, superficial or solid, shall be derived, computed and ascertained; and that all Measures of Length shall be taken in Parts or Multiples, or certain Proportions of the said Standard Yard; and that One third Part of the said Standard Yard shall be a Foot, and the Twelfth Part of such Foot shall be an Inch; and that the Pole or Perch in Length shall contain Five such Yards and a Half, the Furlong Two hundred and twenty such Yards, and the Mile One thousand seven hundred and sixty such Yards.”

Auch im britischen Kolonialreich fanden sich noch andere Definitionen. In der Präsidentschaft Madras, einer Verwaltungseinheit Britisch Indiens, war ein Yard im 19. Jahrhundert wie folgt geteilt:
- 1 Yard = 2 Cubits = 6 Spans = 12 Palms = 0,9715 Meter
- 1 Yard = 11⁄16 Yard (englisch) = 38¼ Zoll (englisch).

1856 erhielten die USA zwei Kopien des britischen Standard-Yards.
Seit Ende des 19. Jahrhunderts wird das Yard vom Meter abgeleitet: Das englische Yard wurde auf 914,3993 mm, das amerikanische Yard auf 3600/3937 m (≈ 914,4019 mm) festgelegt. Seit dem Jahr 1956 ist das Yard international einheitlich mit einer Länge von exakt 0,9144 Meter definiert.

## Anwendung
In Großbritannien, nicht aber in den Vereinigten Staaten (wo hierfür der Fuß verwendet wird), ist das Yard – auch nach der Einführung des metrischen Systems – die übliche Einheit für mittlere Distanzen. In der Luftfahrt werden dagegen die Angaben für Flughöhen überwiegend in Fuß angegeben.
Im Vereinigten Königreich schreibt die dortige Straßenverkehrsordnung bis heute die alleinige Verwendung von Yards (und Meilen) auf Entfernungsschildern vor.
In der Leichtathletik waren bis in die 1970er Jahre (bei den Commonwealth Games letztmals 1966) neben den Meter-Strecken auch Yard-Strecken üblich, beispielsweise 100-Yards-Lauf (91,44 m) oder 4-mal-110-Yards-Staffellauf. Eine große Rolle spielt das Yard auch im American Football, wo das Spielfeld in zwölf jeweils zehn Yards große Abschnitte eingeteilt ist und wo alle Lauf- und Pass-Statistiken in Yard angegeben werden.

### Fußballfeld
Für die Einteilung von Fußballfeldern wurde ursprünglich das Yard benutzt. So gehen beispielsweise der Abstand von der Torlinie zu Torraumgrenze (6 Yards), Strafstoßpunkt (12 Yards) und Strafraumgrenze (18 Yards), sowie der Radius von Mittelkreis (10 Yards), Abstandsbogen am Strafraum (10 Yards) und der Eck-Viertelkreis (1 Yard) darauf zurück. Der Mindestabstand einer „Abwehrmauer“ vom Freistoßpunkt (10 Yards, heute 9,15 m) hat dort ebenfalls seinen Ursprung.

## Definition und Umrechnung
- international yard (definiert 1956):
  - 1 yard = 3 feet = 36 inches = 0,9144 Meter ≈ 1/2000 Seemeile
  - 1 statute mile = 8 furlongs = 80 chains = 1760 yards

## Abgeleitete Maßeinheiten
- Flächenmaß: square yard
- Raummaß: cubic yard